# Beermullah
Beermullah ist ein Ort in der Wheatbelt Region im australischen Bundesstaat Western Australia mit 100 Einwohnern.

## Geographie
Beermullah liegt im Gingin Shire. Der Ort grenzt im Norden an Red Gully, im Osten an Boonanarring, im Süden an Granville und im Westen an den Moore River National Park. Im Ort liegt der See Beermullah Lake.